# Cubietruck
La Cubietruck, également appelé Cubieboard3 est le troisième modèle de nano-ordinateur sous forme d'ordinateur à carte unique proposé par CubieTech. Il est toujours principalement basé sur une version libre d'Android et sur différentes distributions GNU/Linux.
Il reprend le processeur de la Cubieboard2, tout en augmentant les connecteurs (VGA, SPDIF) et les capacités de celle-ci (2 Gio de RAM, ethernet Gb).
Le premier test de PCB a été finalisé le 6 juin 2013. Le premier lot fabriqué en chaîne pour test est effectué en septembre de la même année. La sortie de la première série corrigée pour commercialisation est alors estimée à octobre 2013,.
La première série finale sort finalement le 30 octobre 2013